# 哈巴德

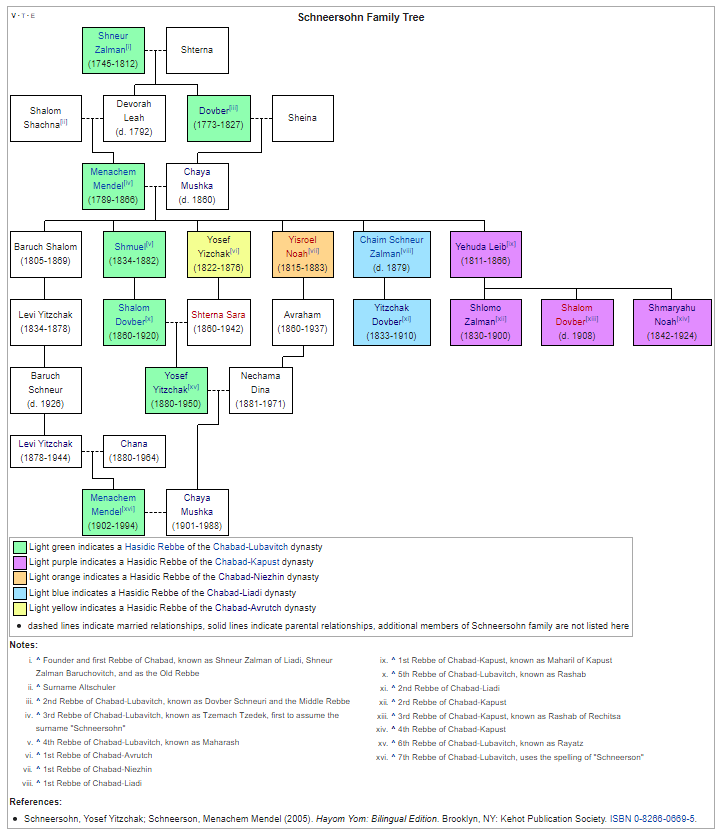
Schneersohn_Family tree

哈巴德或哈巴德-柳巴维奇是犹太教正统派哈西迪的运动，是世界上最知名的哈西迪运动之一。犹太启蒙运动后，大量犹太人世俗化或被所在国家同化。为了应对这一趋势，犹太教内部出现了哈巴德运动，劝人“重新回到上帝的身边”。1813年至1915年，活动的中心在俄罗斯帝国柳巴维奇。20世纪30年代，第六代拉比优素福·伊扎克·什内尔松将运动重心转移至波兰。1951年，梅纳赫姆·什内尔松成为第七代哈巴德拉比，并将该运动转变为当代世界最广泛的犹太人运动，期间有众多犹太人认为梅纳赫姆·什内尔松就是犹太人期待已久的弥赛亚。因此，该运动也在犹太群体中引发巨大争议。